# إليزابيث سبارهوك جونز

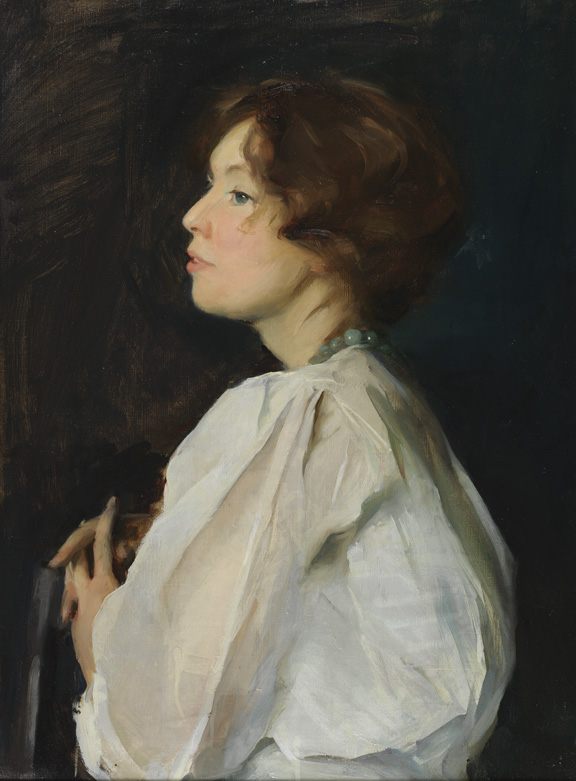
إليزابيث سبارهوك جونز

كانت إليزابيث سبارهوك جونز (1885- 1968) رسامة أمريكية عاشت في مدينة نيويورك وفيلادلفيا وفي باريس بفرنسا. حظيت بحياة مهنية ناجحة بصفتها فنانة في مطلع القرن، وعرضت أعمالها دوليًا وفازت بجوائز. تعرضت لانهيار عقلي سبب انقطاعًا في حياتها المهنية، وعادت لتعيش حياة مهنية ثانية ناجحة رسمت فيها لوحات مائية حديثة. أقامت في ثلاث مستعمرات فنانين، رفقة فنانين وكتّاب وموسيقيين بارزين. أعمال سبارهوك جونز موجودة في متاحف الفن الأمريكية، بما فيها معهد الفنون في شيكاغو، ومتحف المتروبوليتان للفنون، ومتحف الفن الحديث.

## حياتها الشخصية

### عائلتها
كانت إليزابيث ابنة المبجل جون سبارهوك جونز، دي. دي. وهارييت ستيريت وينتشستر، الذين تربيا في مقاطعة بالتيمور الشمالية في عزبة كلينماليرا. كان جون سبارهوك جونز قسيسًا في كنيسة براون التذكارية المشيخية في بولتون هيل في بالتيمور حتى 1890. انتقلت عائلة سبارهوك جونز إلى فيلادلفيا بعد أن عانى جون من اكتئاب شديد وصار راعي كنسية الجلجثة في 1894.
كانت والدتها امرأة متسلطة آمنت رغم ذلك بتمكين الأطفال من اتباع مواهبهم واهتماماتهم. عرّفت إليزابيث وأختها مارغريت على الأدب الكلاسيكي. شجع كلا والدا إليزابيث إياها على ملاحقة اهتمامها بالفن، والذي بدأ في نحو السنة السابعة من عمرها. فازت بالمرتبة الأولى في مسابقة فنية على مستوى الدولة في طفولتها وتركت المدرسة في نحو الخامسة عشرة لترتاد أكاديمية بنسلفانيا للفنون الجميلة (بّي أيه إف أيه). اختارت سبارهوك جونز أن تصل اسم عائلتها بشَرطة، على عكس أبيها أو بقية أفراد عائلتها.
كان الحب الأول لسبارهوك جونز هو مورتون ليفينغستون سكامبيرغ، الذي كان فنانًا زميلًا وطالبًا في كلية بنسلفانيا للفنون الجميلة. لكن والديها لم يوافقا على علاقتها بسكامبيرغ، ويرجح لأنه كان يهوديًا. في 1906، أقنعها والداها بأن ترفض منحة السفر المشتهاة لمدة عامين من بّي أيه إف أيه، التي كانت ستأخذها إلى باريس في نفس وقت وجود سكامبيرغ فيها. انتهت علاقتهما آنذاك.
عندما كانت العائلة البالغ قوامها أربعة أشخاص في إجازة، توفي والد إليزابيث في 10 أغسطس 1910، في بريد لوف بفيرمونت. في ذلك العام، تخرجت مارغريت في جامعة بنسلفانيا بدرجة الماجستير. تزوجت مارغريت من بايارد تيرنبول في باريس في أكتوبر 1913 مخالفة رغبات والدتها. ضغطت هارييت على إليزابيث لتقف إلى جانبها، ما أسفر عن علاقة موتورة بين الأختين لسنوات عديدة. صارت إليزابيث مرهقة جراء جهودها في حياتها المهنية، والتوتر في علاقتها بأختها مارغريت، وخسائر عائلتها المادية.

### انهيارها العقلي
عانت سبارهوك جونز من الاكتئاب، مثل أبيها، وأحرقت لوحاتها عندما كانت تشعر بالسوء، ما قلص عدد الأعمال المتاحة للبيع. في 1913، تعرضت سبارهوك جونز لانهيار عقلي وعاشت في مستشفى بنسلفانيا العقلي لثلاث سنوات. كانت التجربة قاسية عليها وتغيرت إلى الأبد. كانت سبارهوك جونز مذعورة ووحيدة في المصحة، وربما كانت عرضة للأفيون أو العقاقير المهدئة. انتقلت لتعيش مع أمها بعد أن خُرجت من المستشفى في 1916. تعرضت سبارهوك جونز لخسارة معلمها ويليام ميريت تشيس، الذي توفي في 1916، ومورتون شامبيرغ، الذي توفي في 1918. قالت إنها لم تعمل فنانة لنحو اثنتي عشرة سنة.

### علاقاتها
استحبت سبارهوك جونز صحبة الكتّاب أكثر من بقية الفنانين، واستمتعت بالفترات التي عاشتها في معتكفات الفنانين، مثل مستعمرة ماكدويل ويادو، اللتين كان يقيم فيهما كتاب وموسيقيون وفنانون. زار إيدوين أرلينغتون روبنسون (1868- 1935)، وهو شاعر فائز بجائزة بولتيزر، وسبارهوك جونز مستعمرة ماكدويل في الأوقات نفسها على امتداد عشرة سنوات. ربطتهما علاقة غرامية كانت فيها واقعة في غرامه ومكرسة نفسها له ومتفهمة إياه، ولم تضغط عليه من أجل علاقة أكثر حميمية. كان يناديها سبارهوك وكان متأدبًا معها. جمعتهما علاقة وصفها دي. إتش. تريسي بأنها «لطيفة وهادئة وحامية». عندما توفي، حضرت سبارهوك صلاته ثم رسمت عدة لوحات تخليدًا لذكراه. وصفته بأنه رجل ساحر وحساس وراسخ عاطفيًا ذا قيم أخلاقية عالية.
كانت سبارهوك جونز صديقة لنانسي كوكس ماكورماك، التي تبادلت المراسلات معها بين 1935 و1956، ومارسدن هارتلي، وهدسن ووكر (من غاليري هدسن ووكر). عُرفت سبارهوك جونز بدعابتها وفطنتها، لكنها أسرّت في مقابلة شفوية في 1964 أنها دائمًا ما كانت تشعر بالوحدة، وتفضل نمط حياة هادئ.

### أماكن إقامتها
عاشت سبارهوك جونز جزءًا من حياتها البالغة في فيلادلفيا وحولها، بما في ذلك قضاء ويست تاون ببنسلفانيا. غالبًا ما كانت تزور باريس لفترات تبلغ ستة أشهر في المرة الواحدة، عائدة لتقضي وقتًا مع عائلتها. في منتصف الخمسينيات، انتقلت إلى باريس وعاشت هناك حتى منتصف الستينيات على الأقل. توفيت في 1968 ودُفنت في نفس المقبرة التي دُفنت فيها أختها ووالداها في مقاطعة بالتيمور الشمالية بولاية ماريلاند.

## تعليمها
درست سبارهوك جونز في أكاديمية بنسلفانيا للفنون الجميلة (بّي أيه إف أيه). منذ 1900، عندما كانت في الخامسة عشرة، حتى 1903 تقريبًا، عندما كان توماس أنشوتز وتشارلز شيلر ومورتون ليفينغستون سكامبيرغ هناك. درّس أنشوتز فصول الرسم التخطيطي باستخدام موديلات من الجبيرة الجصية وموديلات يرتدون الملابس. تلقت رسائل تشجيع ونقد من ويليام ميريت تشيس، الذي كان يدرّس فصول رسم الصور الشخصية والحياة. في خلال أحد فصول الصيف في بّي أيه إف أيه، درست في باريس بأكاديمية الكوخ الكبير، حيث وجدت فصول رسم الحياة أكثر تحررًا منها في الولايات المتحدة. في باريس، تضمن الموديلات شابات جميلات ويافعات، وكان ثمة انفتاح وارتياح للعري. ارتادت سبارهوك جونز مدرسة داربي للرسم في فوت واشنطن، تحت إشراف أنشوتز، الذي كان عضوًا مؤسسًا للمدرسة الصيفية ودرّس هناك حتى عام 1910. تعلمت الرسم الحديث عبر سكامبيرغ، الذي كان مهتمًا بالرومانسية في بّي أيه إف أيه.

## حياتها المهنية

### بدايتها
كانت سبارهوك جونز تعين نفسها عبر مبيعات لوحاتها الزيتية والمائية عندما كانت في الثامنة عشرة. رسمت مشاهد لنساء يقرأن أو يتسوقن إضافة إلى أمهات وأطفال يتمشون في منتزه. عُرضت أعمالها الانطباعية، المعروفة بألوانها الزاهية، دوليًا في 1908، كما في المعرض الدولي لمعهد كارنيجي حيث كانت المرأة الوحيدة التي فازت بأي شيء والفنان الوحيد من الولايات المتحدة الذي تلقى إشادة فخرية. في ذلك العام، أطلقت عليها صحيفة نيويورك تايمز لقب «اكتشاف العام»، بعد أن وجدت لوحتها الشرفة «أكثر لوحة لا تُنسى» في المعرض الذي راجعته. قارن نقاد الفن استخدامها للألوان وضربات الفرشاة التعبيرية بأسلوب ويليام ميريت تشيس.